# Jean-Charles Arnal du Curel
Jean-Charles Arnal du Curel (ur. 28 czerwca 1858 w Le Vigan, zm. 6 czerwca 1915 w Monako) – francuski duchowny katolicki, biskup. Święcenia kapłańskie przyjął w 1889 roku, zaś w 1903 został mianowany przez papieża Piusa X ordynariuszem diecezji Monako. Sakrę przyjął 8 listopada tegoż roku. Kierował diecezją aż do swej śmierci w 1915 roku.